# Pueblo-Kultur

Ursprüngliches Verbreitungsgebiet der Pueblo-Kultur

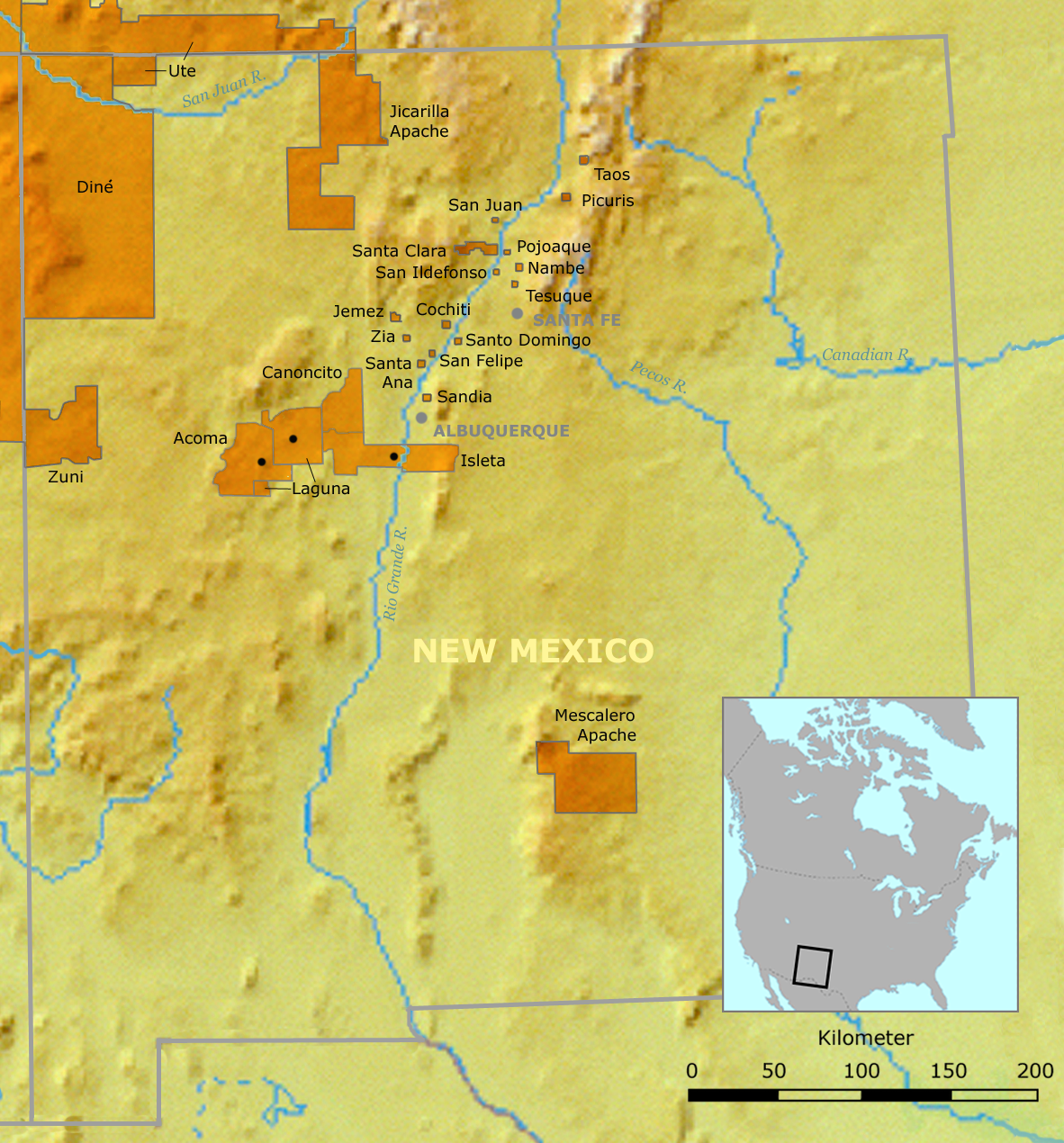
Lage der Pueblos und benachbarter Indianerreservate in New Mexico.

Als Pueblo-Kultur oder Pueblo-Indianer werden diejenigen der indigenen Völker Nordamerikas bezeichnet, die in Pueblos leben. Zur Pueblo-Kultur gehören unter anderem die Hopi, Keresan, Acoma, Tano, Zuñi und ihre Vorgänger, die Hohokam, Anasazi, Mogollon und Sinagua.
Die Pueblo-Kultur entstand im 8. Jahrhundert, einige Zentren sind Mesa Verde in Colorado, Chaco Canyon in New Mexico, Canyon de Chelly in Arizona und Paquimé in Greater South West (Region Sonora-Wüste, Chihuahua, in Mexiko-Nord).

## Sprache und Wohngebiet

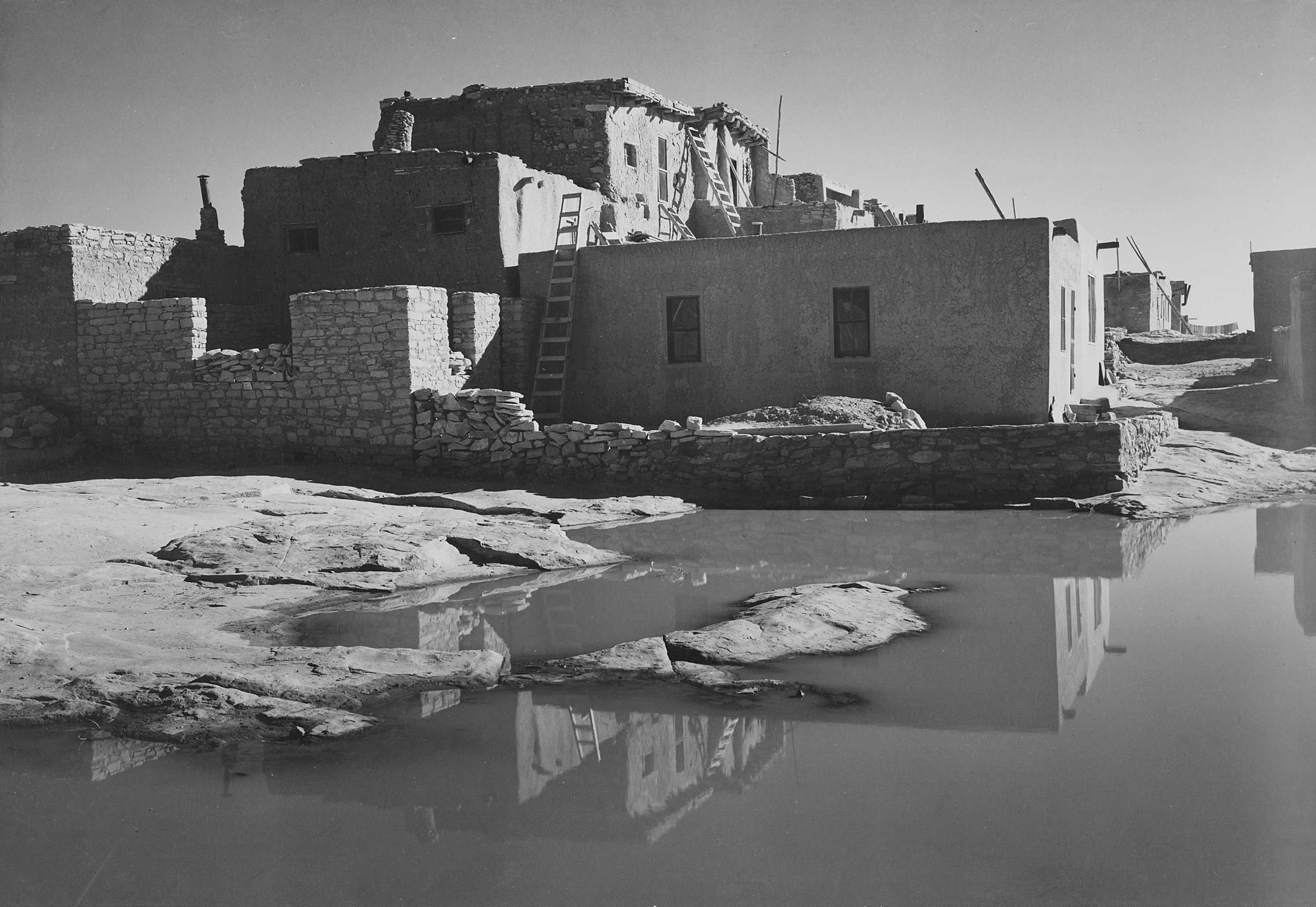
Adobe-Häuser der Acoma

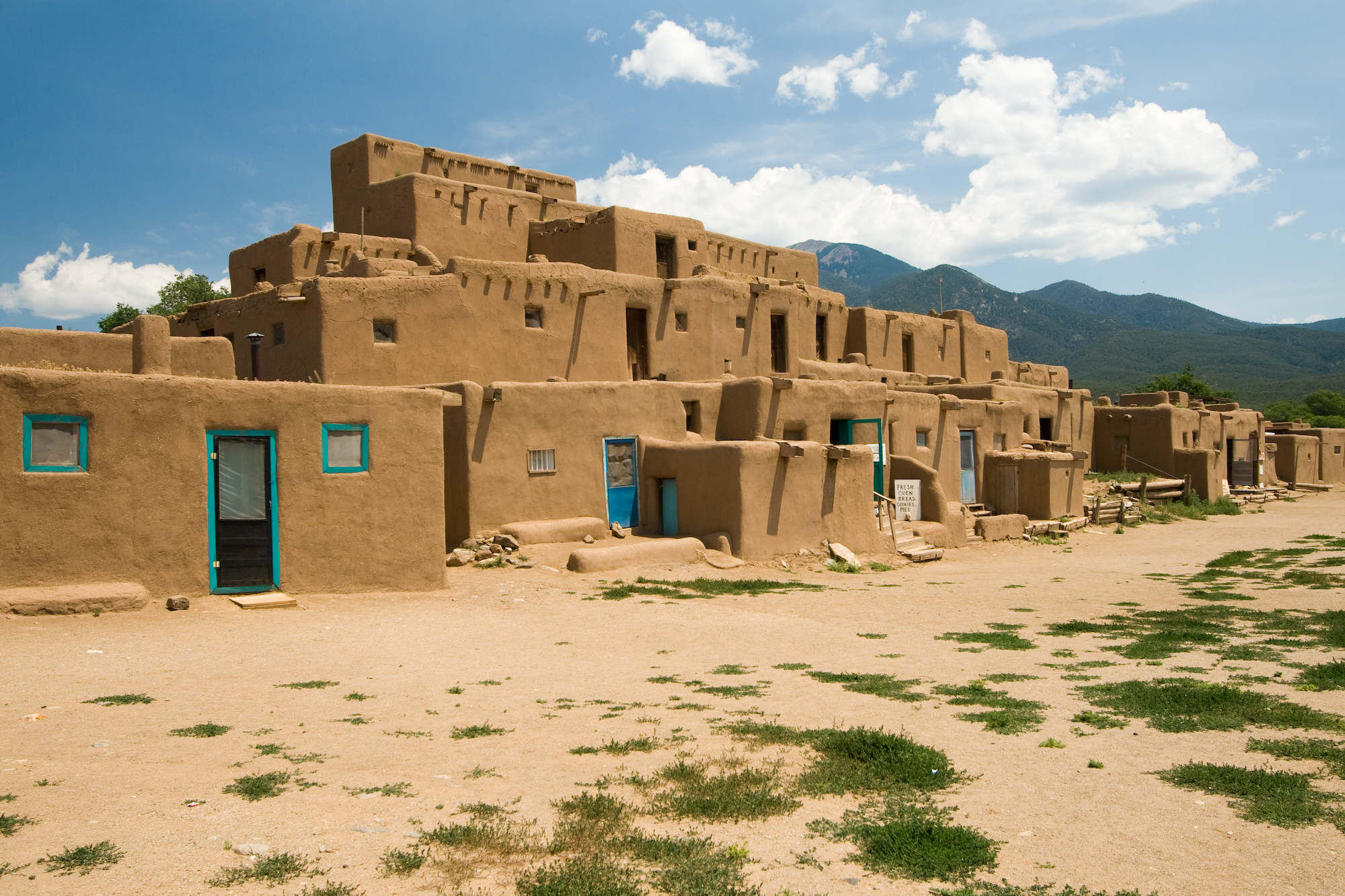
Taos-Pueblo

Die Pueblo-Völker leben im nördlichen Mexiko und in den heutigen Staaten Arizona und New Mexico, auf dem Colorado-Plateau und am Rio Grande und seinen Nebenflüssen. In etwa 90 Dörfern gab es mehr als 40.000 Menschen. Heute werden noch 30 Siedlungen bewohnt.
Die Pueblo-Völker gehören mehreren verschiedenen Sprachgruppen an, die sich wiederum in mehrere Hauptsprachen unterteilen. Die größte Sprachgruppe ist hierbei das Tano, das zur Kiowa-Tano-Sprachfamilie gehört. Das Tano besteht aus drei Hauptsprachen, nämlich Tiwa, Tewa und Towa. Tiwa wird von den Bewohnern von Taos Pueblo, Picuris, Sandia und Isleta gesprochen. Tewa ist die Sprache in den Pueblos Nambe, Pojoaque, San Ildefonso, San Juan, Santa Clara und Tesuque. Jemez ist der einzige Pueblo, in dem heute noch Towa zu hören ist.
Eine weitere Sprachgruppe bildet das Keres, dessen Sprecher man verstreut unter den Tano-Sprechern am Rio Grande und seinen Nebenflüssen in den Pueblos von Cochiti, Santo Domingo, San Felipe, Santa Ana und Zia sowie weiter westwärts in Laguna und Acoma findet. Noch weiter westlich liegt der Zuñi-Pueblo, wo Zuñi gesprochen wird. Im nördlichen Arizona, auf drei Mesas des Colorado-Plateaus, leben die Hopi, die sprachlich zum Shoshone-Zweig der uto-aztekischen Sprachfamilie gehören. Die Keres-Sprachgruppe sowie die Zuñi-Sprache gelten heute als Isolierte Sprachen.
Trotz der verschiedenen Sprachen ähneln sich die Kulturen weitgehend. Als Erklärung gilt eine Aufspaltung nach Abstammungslinien im Zuge der Einführung des Ackerbaus, die vorhergehende Archaische Periode ist nach archäologischen Untersuchungen noch als weitgehend konform anzunehmen. Die kulturellen Übereinstimmungen sind dann einerseits durch direkten Austausch entstanden, andererseits erklären sie sich durch gleichlaufende evolutionäre Entwicklungen unter gleichen oder ähnlichen Umweltbedingungen.
Die Pueblo-Völker lassen sich nach Lage ihrer Dörfer in zwei Gruppen unterteilen. Die Östlichen Pueblo (Tano- und Keres-Sprecher) leben am Rio Grande und seinen Nebenflüssen und haben damit eine permanente Wasserquelle, die ihnen den Bewässerungsfeldbau erlaubt. Die Westlichen Pueblo (Hopi, Zuñi, Acoma und Laguna) sind mangels stetiger Wasserversorgung auf Trockenfeldbau angewiesen.

## Geschichte
Als Vorgänger der Pueblo-Kultur gelten die Basketmaker. Ursprünglich Jäger und Sammler wandelte sich etwa ab 750 ihre Lebensweise mit beginnendem Ackerbau. Eine feste und sichere Nahrungsquelle ermöglichte das dauerhafte Verweilen an einem Ort. Die ersten festen Häuser wurden gebaut, sogenannte Pithouses. Diese waren halb unterirdisch angelegt und hatten etwa die Form eines Pyramidenstumpfes.

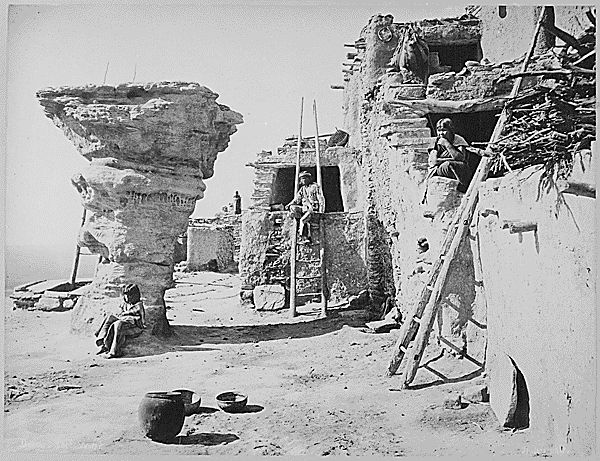
Teil eines Hopi-Pueblo in Arizona

Mit dem sesshaften Leben entwickelten sich auch handwerkliche Fähigkeiten weiter, wie Töpferei, das Fertigen besserer Werkzeuge und Jagdwaffen und Schmuckherstellung. Auch die Bauweise änderte sich, Häuser wurden ebenerdig mit senkrechten Wänden gebaut. Zunächst mit Baumstämmen, die mit Lehm verputzt wurden, später aus Stein. Mit dem Wachsen der Bevölkerung wurden weitere Räume an die vorhandenen angebaut und nach und nach entstanden größere Siedlungen. Unklar ist, wie es zu dem Wandel im Baustil kam. Eine Möglichkeit könnte aber das eben genannte Wachstum in der Zahl der Bewohner gewesen sein. Das Bauen in dieser Form ließ im Gegensatz zum Neubau einzelner Häuser eine einfachere Erweiterung zu.
Als erster Europäer durchquerte im Jahr 1535 Álvar Núñez Cabeza de Vaca mit seinen Begleitern die Gegend. Seine Berichte lösten später den Coronado-Feldzug aus.

## Lebensweise, Kultur und Religion
Schon zu Zeiten der Anasazi war die Pueblo-Kultur eine sehr komplex strukturierte theokratische Gesellschaft. Wahrscheinlich gab es bestimmte Aufgabenverteilungen und Spezialisierungen. Mit Sicherheit lässt sich das allerdings nicht sagen, da es keine schriftlichen Überlieferungen gibt. Als einzige Hinweise auf das damalige Leben dienen archäologische Funde wie Werkzeuge und Gebrauchsgegenstände, Malereien und Ritzzeichnungen an Felsen, aber auch Legenden der Nachfahren der Anasazi.
Lebensgrundlage in dieser Zeit war vorwiegend der Anbau von Mais und Bohnen und zusätzlich das Sammeln von Wildpflanzen und -früchten sowie die Jagd auf Dickhornschaf, Wapiti, Maultierhirsch, Gabelbock, Eselhase und anderes Kleinwild. Tierhaltung beschränkte sich damals auf Truthähne und Hunde, die Zucht von Schafen und Ziegen wurde erst später um das 16. bis 17. Jahrhundert von den Spaniern übernommen.
Bei allen Pueblovölkern haben die Schöpfungsmythen – die überall sehr ähnlich sind – eine wichtige Bedeutung: Aus einer früheren, heiligen und nicht-menschlichen Existenz ohne Krankheit, Übel und Tod stiegen etwa bei den Tewa die ersten Menschen aus der Unterwelt empor und reiften auf der Erde zu Menschen heran. Dabei dienten ihnen sechs mythische Zwillingspaare als Führer (siehe auch: Kulturheros). Lebende Menschen gelten als „unwissend“ und werden nach dem Tod zu Ahnen in der heiligen Unterwelt. Die politischen Anführer der Tewa – die Towa é – werden mit den mythischen Zwillingen gleichgesetzt. Über ihnen stehen die Patowa, die Mitglieder der acht religiösen Geheimbünde, die die eigentlichen Machthaber der traditionellen Pueblo-Gesellschaften sind und häufig als Priester bezeichnet werden. Sie können zum Teil die zurückgebliebenen Jenseitswesen aus der Unterwelt verkörpern (siehe auch: Kachina). Sie „überwachen“ den obligatorischen Ritualkalender, der aus acht Aufgaben zu den wichtigsten Naturveränderungen im Jahreslauf bestand. Die Durchführung nahm je vier Tage, also insgesamt 32 Tage im Jahr, in Anspruch. Die Rituale sind Sache der Geheimbünde, die aus einem geheimen und einem öffentlichen Teil bestehen; nur beim Ritual der Wintersonnenwende ist das ganze Dorf beteiligt.
1692 wurden die Pueblos von den Spaniern zwangsmissioniert. Die Geheimbünde und ihre alten Zeremonien existierten jedoch im Verborgenen weiter. Heute kann man bei einigen Dörfern von einem synkretistisch vermischten „Pueblo-Christentum“ sprechen, bei anderen von zwei kompartimentalisierteren, nebeneinander existierenden Religionen, die sich gegenseitig kaum beeinflussen.

## Handwerk
Die Menschen nutzten alle natürlichen Materialien wie Stein, Holz und Knochen zur Herstellung von Werkzeugen und Gebrauchsgegenständen: Knochenahlen, Steinäxte und -messer, Feuerbohrer, Grabstöcke etc.
Aus der früheren Kultur war das Korbflechten schon bekannt. Mit der Zeit erlangten die Menschen aber auch zunehmendes Geschick für Töpferei. Grundlage für dieses Handwerk war möglicherweise das Wissen um den Einsatz von Lehm, Erde oder Ton als festwerdendes Bindemittel beim Hausbau. Sowohl einfache Gebrauchsgegenstände wie Wasserkrüge als auch Schalen für zeremonielle Handlungen wurden kunstvoll verziert. Ritzmuster, überwiegend aber Bemalung mit Naturfarben mit den unterschiedlichsten Motiven fanden sich: Darstellung von Tieren, gerade Linien und Zickzacklinien, spiralförmige Ornamente.
Ein weiterer Teil war die Schmuckfertigung. Über Tauschhandel gelangten beispielsweise Muscheln und Türkise weit ins Landesinnere. Daraus wurden Schmuckstücke wie Anhänger oder Amulette hergestellt. Verwendung fanden diese innerhalb der Gemeinschaft einfach als Schmuck, vielleicht auch als Statussymbol oder sie dienten wieder als Tauschobjekt.
Noch heute gehören die Fertigung von Schmuckstücken mit Türkissteinen sowie das Töpferhandwerk zur Tradition der Diné und der Zuni. Zum Teil gibt es auch schon fabrikgefertigte Keramiken, die in Form und Bemalung den in Handarbeit hergestellten sehr ähneln. Handgefertigte Töpferwaren sind jedoch stets an der eingeritzten Signatur des Handwerkers auf der Unterseite des Bodens erkennbar.

## Handel
Ein ausgedehntes Netz von Handelswegen verband die einzelnen Siedlungen. Beweis dafür sind zum Beispiel Muscheln von der Pazifikküste, die im Mesa-Verde-Nationalpark gefunden wurden. Umgekehrt fanden sich auch Töpferwaren mit dem typischen Muster der Bewohner von Mesa Verde weiter im Süden, so zum Beispiel im Chaco Canyon. Entweder geschah dies einfach durch Weitergabe von einer Siedlung zur nächsten, möglich wäre aber auch, dass es Händler gab, die von Dorf zu Dorf zogen und darüber den Kontakt zu anderen Kulturen herstellten.
Heute haben einige Stämme ein ausgedehntes Geschäft mit dem Tourismus etabliert. So zum Beispiel die Zuni (Ashawi), die in ihrem Reservat Hotels unterhalten. Auch die Informationstechnologie ist bei den Zuni ein Wachstumszweig. Sie ist ausgerichtet an Dienstleistungen innerhalb der eigenen Stammesorganisation.